# Spintherobolus broccae
Spintherobolus broccae és una espècie de peix d'aigua dolç de la família dels caràcids i de l'ordre dels caraciformes.

## Morfologia
És de forma similar al a Spintherobolus papilliferus, però difereix per l'anal llarg i
l'absència de crestes papil·lars al cap. Els adults poden assolir 2,6 cm de llargària total. Té 32-34 vèrtebres.

## Hàbitat
Viu en zones de clima tropical a cursos d'aigua als pujols darrere de Rio de Janeiro al Brasil.